# Melchior Gurowski (zm. 1703)
Melchior Gurowski herbu Wczele, również Malcher Gurowski (ur. 1660?, zm. 1703) – kasztelan poznański w latach 1697-1700, kasztelan gnieźnieński w latach 1696-1697, kasztelan międzyrzecki w latach 1689-1694, podczaszy poznański w latach 1681-1685, straosta kościański i wałecki.
Jako senator wziął udział w sejmach: 1690, 1696, 1697 (I) i 1697 (II).
Pochodził z drobnoszlacheckiej rodziny osiadłej w powiecie gnieźnieńskim województwa kaliskiego. Dzięki swojej obrotności, umiejętności znalezienia możnych protektorów, talentom i pracowitości osiągnął pozycję, która jemu i jego rodowi w XVIII w. pozwoliła wejść do najwyższej warstwy stanu średnioszlacheckiego. Poczynając od niego, Gurowscy w każdym kolejnym pokoleniu osiągali godności senatorskie, a urząd kasztelana poznańskiego stał się wśród nich wręcz dziedziczny. Pod koniec XVIII w. rodzina otrzymała pruski tytuł hrabiowski.
Z chudopacholskiego tłumu zaczął się wybijać już jego ojciec, który osiągnął funkcję poborcy i burgrabiego ziemskiego poznańskiego. Matką  Melchiora Gurowskiego była Zofia, z domu Chełkowska.

## Życiorys

### Życie i działalność publiczna
O młodości Melchiora nie wiemy nic. W 1668 r. objawił się jako osobisty sekretarz kanclerza wielkiego koronnego Jana Leszczyńskiego. Gurowski związał się z tym wielkopolskim rodem możnowładczym, jednym z najpotężniejszych wówczas w Rzeczypospolitej, pozostając długie lata jego klientem i uzyskując od niego pomoc w karierze.
Około 1672 r. kanclerz przydał Gurowskiego do pomocy swojemu stryjecznemu wnukowi, Rafałowi, późniejszemu wojewodzie poznańskiemu i podskarbiemu wielkiemu koronnemu, ojcu króla Stanisława. Melchior zarządzał dobrami i dworem wchodzącego w życie publiczne wychowanka Jana Leszczyńskiego. W scedowanym na Rafała przez drugiego opiekuna, Przecława Leszczyńskiego, wojewodę dorpackiego, starostwie wschowskim Gurowski otrzymał w dzierżawę kilka wiosek, a kilka innych trzymał zastawem. Decyzja kanclerza świadczy, że Melchior był już wówczas prawdopodobnie człowiekiem dojrzałym i zaufanym oraz mającym zasługi dla rodu.
W 1674 r. Gurowski Towarzyszył Rafałowi Leszczyńskiemu w podróży do Francji. W Blois przyłączył się, za zgodą Leszczyńskiego, do podróżującego do Hiszpanii i Portugalii  Andrzeja Chryzostoma Załuskiego. Kanonik krakowski miał za zadanie odwieźć na dwór hiszpański insygnia Orderu Złotego Runa po śmierci króla Michała Wiśniowieckiego, a przy okazji starać się w Madrycie i Lizbonie o pieniężną subwencję na walkę z Turkami.  Pomimo że egzotyczna na ówczesne czasy wyprawa nie odniosła sukcesu, Gurowski otrzymał od Załuskiego rekomendacje i uznanie jako człowiek obrotny i roztropny. Do protektora dołączył w Wersalu i wspólnie z nim powrócił do Polski.
Wsparcie i praca dla potężnego rodu pozwoliły Melchiorowi ożenić się w 1676 r.  z posażną jedynaczką Krystyną, córką Jana Przybyszewskiego i Anny Szczuckiej. Wesele odbyło się we dworze Leszczyńskich w Śmiglu, a pan młody wraz z żoną otrzymał bogatą wieś Trzebiny w ziemi wschowskiej.  W tym czasie nosił tytuł sekretarza królewskiego. Poseł sejmiku średzkiego województw poznańskiego i kaliskiego na sejm koronacyjny 1676 roku.
Cały czas współpracując z Leszczyńskimi, prowadził aktywną działalność  publiczną. Posłował na sejm koronacyjny Jana Sobieskiego w 1676 r., na którym został wyznaczony członkiem komisji do wytyczenia granic pomiędzy Wielkopolską a Brandenburgią.  Był posłem na sejm walny w roku następnym. Po powrocie wniósł wraz z innym wielkopolskimi posłami protest do grodu poznańskiego przeciwko konstytucjom uchwalonym na sejmie. W 1681 r. został mianowany podczaszym poznańskim. W tym samym roku na sejmiku średzkim został obrany jednym z komisarzy do „słuchania rachunków poborców”. Posłował na sejm  1683 roku.  Deputat do konstytucji z Prowincji Wielkopolski w 1683 roku. Został na nim wybrany jednym z komisarzy do spraw hiberny w Wielkopolsce i na Śląsku. Brał też udział w komisji do spraw rokowań o sojusz z Austrią. Za pracę w tej komisji otrzymał od cesarza Leopolda I wynagrodzenie w wysokości 720 czerwonych złotych. Z następnego sejmu w  1685 r. wrócił jako komisarz do rewizji skarbu koronnego i koekwacji monety. W tym samym roku otrzymał starostwo wałeckie, zrezygnował jednocześnie z podczaszostwa poznańskiego.
W 1689 r. Gurowski został senatorem, mianowany przez króla kasztelanem międzyrzeckim. W 1694 r. nabył za zgodą królewską starostwo kościańskie od  Adama Abramowskiego. W listopadzie tego roku wraz ze swoim protektorem, będącym już wojewodą łęczyckim, Rafałem Leszczyńskim witał pod Poznaniem udającą się do męża w Bawarii królewską córkę Teresę Kunegundę Sobieską. Prawdopodobnie w następnym roku  otrzymał awans na kasztelanię gnieźnieńską (pierwsze dokumenty z podpisem jako kasztelana gnieźnieńskiego pochodzą z 1696 r.).
W czasie burzliwego interregnum po  śmierci króla Jana III Sobieskiego miał już na tyle silną pozycję, że  często zajmował inne stanowisko niż Rafał Leszczyński. Zawiązana w sierpniu 1696 r. konfederacja warszawska wyznaczyła go wraz z kilkoma innym senatorami do towarzyszenia prymasowi jako interreksowi. Na sejmie konwokacyjnym we wrześniu zajmował odmienne od Leszczyńskiego stanowisko, nieprzychylne królowej wdowie. Ściśle współpracował wówczas ze swoim byłym towarzyszem podróży na Półwysep Iberyjski, aktualnie biskupem płockim, Andrzejem Chryzostomem Załuskim.  Dostrzegający w nim duże zdolności polityczne i negocjacyjne oraz wierzący w jego umiejętności przekonywania, starający się doprowadzić do pogodzenia zwaśnione stronnictwa biskup zabierał go na spotkania z najbardziej wpływowym przedstawicielami poszczególnych frakcji. Gurowski został też wtedy komisarzem do pertraktowania ze skonfederowanym wojskiem. Po zerwanym sejmie konwokacyjnym 1696 roku przystąpił 28 września 1696 roku do konfederacji generalnej. W czasie sejmu elekcyjnego w 1697 r. kasztelan międzyrzecki przewodził razem z wojewodą kaliskim Stanisławem Małachowskim wielkopolskim stronnikom elektora saskiego. Był elektorem Augusta II Mocnego w 1697 roku z województwa kaliskiego, podpisał jego pacta conventa. Po podwójnej elekcji udał się do koła stronników księcia Contiego z propozycją rokowań.  Został wówczas jednym z senatorów rezydentów przy zastępującym prymasa biskupie kujawskim Stanisławie Kazimierzu Dąmbskim. Aktywność została wynagrodzona na sejmie koronacyjnym, na którym 1 X 1697 r. August II awansował  Melchiora Gurowskiego na trzecią świecką godność senatorską województw wielkopolskich kasztelanię poznańską.
Kasztelan poznański aktywnie działał jeszcze na sejmie pacyfikacyjnym w 1699 r. Wszedł wówczas do trybunału skarbowego,  a na okres od 1 VIII do XI 1699 został wyznaczony senatorem rezydentem przy królu. Później jego działalność publiczna osłabła. Zmarł pod koniec 1703 lub w styczniu 1704 r.

### Działalność gospodarcza
W parze z awansami publicznymi Gurowskiego szły jego sukcesy gospodarcze. Zaczynając jako nieposiadający właściwie majątku sługa Leszczyńskich, doszedł do prawie magnackiej fortuny. Stale nabywał i sprzedawał dobra, powiększając jednak cały czas swój stan posiadania.  W chwili śmierci był właścicielem Trzebiny, Piotrowic i Krzycka Małego w ziemi wschowskiej, Gołuciowa, Robakowa i Siekierczyna w powiecie kaliskim, Wąbiewa w powiecie Kościańskim, wsi Wyszyna i miasteczka Kleczew z przyległymi wsiami w powiecie konińskim,  Godziszewa i kilku mniejszych wsi w województwie pomorskim. Posiadał dwór i place w Warszawie. Dzierżył starostwo kościańskie i mszańskie w Małopolsce. W swoich wschowskich dobrach Trzebinach i Piotrowicach dokonał w 1695 r. bezprecedensowego w ówczesnej Polsce posunięcia. Za wykupem uwolnił z poddaństwa chłopów i zawarł z nimi kontrakty czynszowe.

## Rodzina
Z żoną Krystyną z Przybyszewskich herbu Rola, która wniosła wieś Trzebiny w posagu, miał synów Melchiora kasztelana poznańskiego i Józefa Bernarda opata przemęckiego oraz cztery córki.